# ハイアットリージェンシー空中通路落下事故
ハイアットリージェンシー空中通路落下事故（ハイアットリージェンシーくうちゅうつうろらっかじこ  Hyatt Regency walkway collapse）とは、1981年7月17日に、アメリカ合衆国のミズーリ州カンザスシティのホテル、ハイアットリージェンシー・カンザスシティ内で起こった空中通路の落下事故である。114名が死亡し、216名が負傷した。事故当時において、建築物の崩落による事故としてはアメリカ合衆国で史上最悪のものとなり、世界で大きく報道された。

## 概要

本来の設計（左）と実際に施工されていた（右）吊り下げ金具と梁の接続方法。左図ではナット部分にかかる荷重は4階分のPのみであるが右図では2階を含めた2Pの荷重がかかることになる

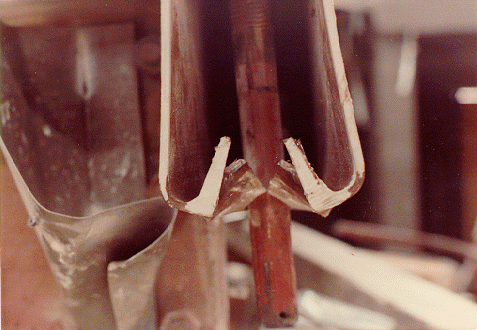
変形した4階の梁。落下の衝撃で2階の吊り下げ金具が梁を縦に貫通している

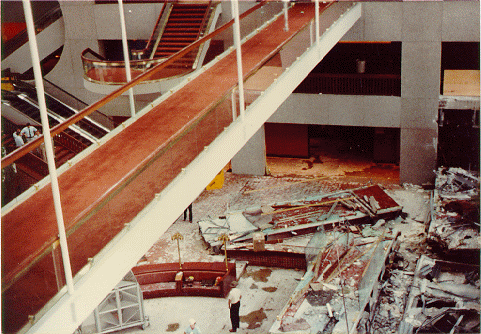
調査初日に撮影されたホテルのロビー

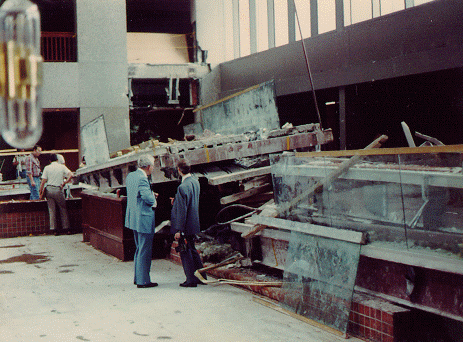
崩落した4階と2階の空中通路

1981年7月17日、現場ホテルのロビーではダンスコンテストが開かれ、およそ1600人の人々で混雑しており、一部の見物人はロビー上部の空中通路からダンスを見物していた。2階には約40人、4階には約20人が空中通路に立っていた。
ロビーの天井吹き抜け部分には、2・3・4階に空中通路があり、金属部品で吊り下げて設置されていた。本来、2階と4階の通路はそれぞれ天井の梁から吊るす設計だったが、建築コスト削減のため、2階通路を4階通路の梁から吊るすように無断で変更された。その結果、4階通路の梁に2階通路の重さも加わり、設計の2倍以上の負荷がかかって、荷重がなくても崩落の危険があった。
国立標準局の実験によって、強度が当時の建築法基準の3分の1しか確保されていなかったことが判明している。
19時5分頃、60人の見物客の重みで4階通路の梁が変形、天井からの吊り下げ金具との接続が外れ、4階通路に接続されていた2階通路と共に下のロビーに崩れ落ち、4階に居た人は10m下まで転落し、2階と真下のロビーに居た人は通路の下敷きになった。さらに、スプリンクラー配管の断裂によりロビーが冠水し、床面で下敷きになった生存者を溺死させた。
崩落した通路はあまりに重かったためフォークリフトでは持ち上げられず、窓を破壊して外からクレーンで持ち上げなければならなかった。111人が現場で死亡、216人が負傷。その後、病院で3人が死亡し、最終的な死者は114人となった。事故当時はダンスコンテストを撮影するためカメラが回っていたが、一転して大惨事を記録することとなってしまった。
事故後、上記の設計変更が地元の新聞社に調査を依頼された建築技師、ウェイン・リシュカによる現場検証と建築図面の確認によって発覚することとなった。
その後、このホテルは1983年までに500万ドルをかけて改修され、ロビーには吊り構造ではなく下から柱で支えられた空中通路が2階に再建された。ホテルは1987年にハイアットリージェンシー・クラウンセンターに改称された後、2011年にはシェラトン・カンザスシティ・アット・クラウンセンターへと再改称された。
またこの事故をきっかけに、アメリカ全土でより厳しい建築基準が設けられることとなった。なお、このホテル建築を請け負った施工会社の社長の営業免許、設計に関わった技術者たちはそのライセンスを剥奪されたが、刑事罰は免れた。その後裁判によって、ビルを所属する会社側から被害者や遺族に対して、賠償金約2.8億ドルが支払われた。

## 関連作品

### 映像作品
- ドキュメンタリー『衝撃の瞬間 ～番外編～』　「スカイウォーク崩壊」（ナショナルジオグラフィックチャンネル）
- 世界まる見え！テレビ特捜部「真相究明！恐怖の落下事故」（日本テレビ放送網）